# Weichafes
Weichafes Football Americano (nombre proveniente del mapudungún weichafe, que significa ‘guerrero’) es un equipo de fútbol americano de Chile con sede en Temuco, Región de La Araucanía, fundado el 15 de mayo de 2012 y pertenece a la Universidad de La Frontera, siendo el único club sudamericano vinculado a una universidad.
Actualmente, Weichafes compite en los torneos de Tackle y Flag Football organizados por la Federación Deportiva Nacional de Fútbol Americano de Chile.

## Historia
El equipo se forma en el 2011, con la iniciativa de estudiantes universitarios de diversas casas de estudios de Temuco. Esta idea, tenía el proyecto de crear el primer equipo de Football americano en la ciudad, tras un tiempo, se consolida un grupo humano competente para sacar adelante el prometedor proyecto, marcando un precedente en La Araucanía. 
El nombre 'Weichafes' nace tras querer unir el deporte con algo único y representativo de la zona araucana.
En 2013 entraron a la Liga Nacional. En 2015, el equipo obtuvo el segundo lugar en un campeonato de fútbol americano realizado en Quillota.
Tras cinco años de ausentarse en competiciones debido a una restructuración del club y la pandemia, el equipo tuvo su debut en el Torneo Mayor 2022, organizado por la Federación Deportiva Nacional de Fútbol Americano de Chile.
Desde el 2023, el club participa de manera activa en el Torneo Nacional de Flag Football organizado por la Federación chilena.
En el año 2024, el equipo se presentó con dos planteles en el torneo nacional de Flag Football, donde el equipo A se coronó campeón de la Conferencia Zona Sur y obtuvo el cuarto lugar en la Final Nacional.

## Símbolos

### Insignia
La insignia del club está compuesta por un caballo, un animal que simboliza la fuerza, el coraje y la resistencia, características representativas del espíritu del equipo. En su interior se encuentra una estrella Guñelve (wüṉyelfe), un símbolo de la iconografía mapuche que representa el equilibrio y la protección. La estrella es un elemento tradicional de la cultura mapuche, asociado a la energía y la conexión con los elementos de la naturaleza. La combinación de estos dos elementos en la insignia refleja tanto el origen cultural del equipo como sus valores de lucha y unidad.

### Colores
Los colores que identifican a Weichafes FA son el azul, el gris, el negro y el blanco, los cuales están estrechamente relacionados con los colores institucionales de la Universidad de La Frontera.

## Instalaciones

### Recintos de Entrenamiento
- Cancha de pasto sintético de la Universidad de La Frontera.
- Estadios municipales de Temuco.

### Localía en Competiciones
Para competir en los torneos nacionales, Weichafes hace de local en distintos estadios municipales ubicados en diferentes sectores de la ciudad de Temuco.

## Uniforme
La indumentaria del club consiste en casco negro con detalles blancos, camiseta azul con detalles blancos y grises con la leyenda UFRO en la espalda, pants y medias negras.
Como opción alternativa, el equipo utiliza casco negro con detalles blancos, camiseta verde con detalles blancos y negros, pants y medias negras.

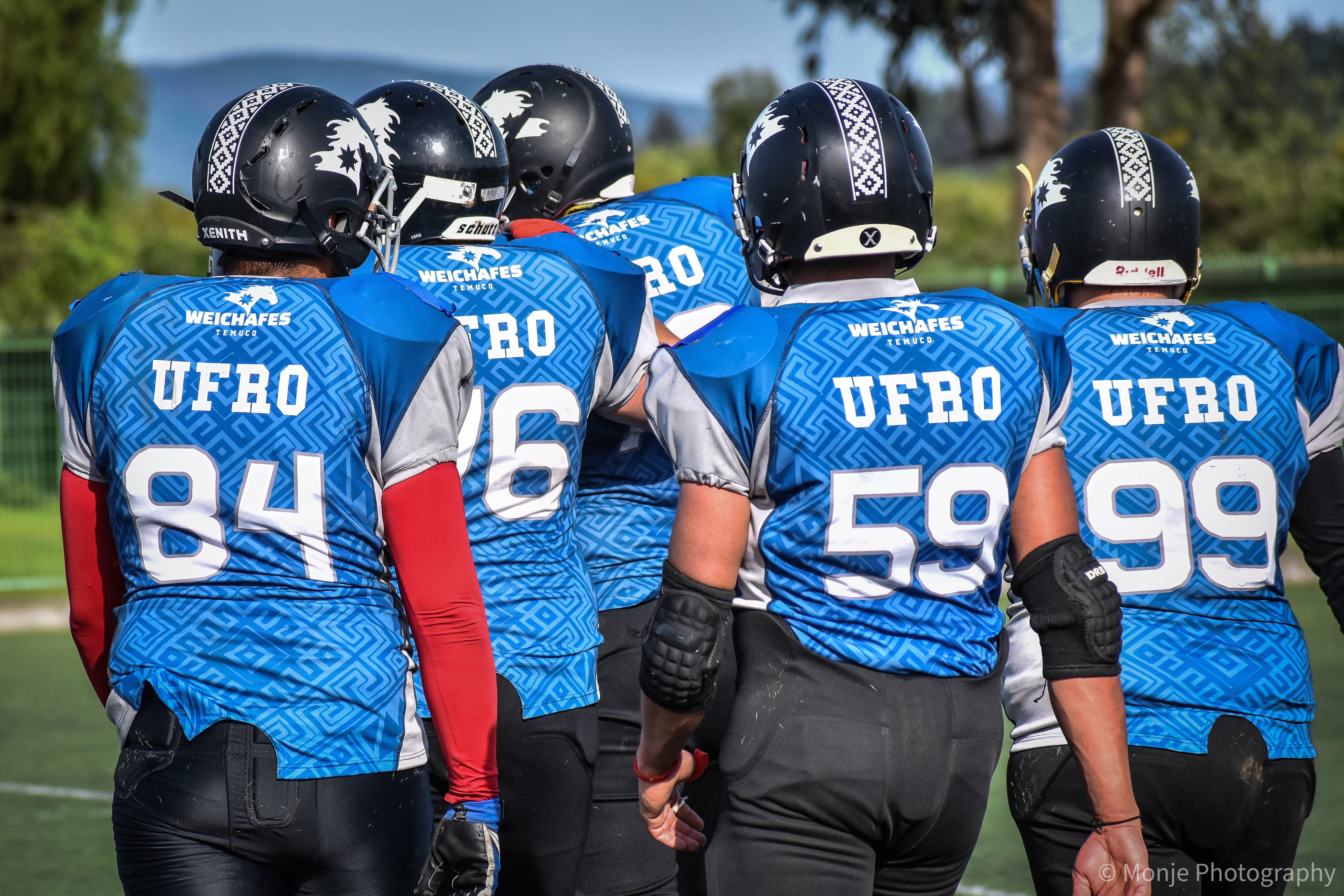
Jugadores de Weichafes con el uniforme local

## Ramas del club

### Plantel de Flag Football
El plantel de Flag masculino para la temporada 2025 está compuesto por los siguientes jugadores:
| Nombre            | Número |
| ----------------- | ------ |
| Bardy Medina      | 2      |
| Joaquín Cancino   | 5      |
| Roberto Campos    | 6      |
| Cristopher Soto   | 7      |
| Diego Palomera    | 8      |
| Matías Medina     | 9      |
| Felipe Obando     | 11     |
| Vicente Monje     | 12     |
| Vicente Sepúlveda | 13     |
| Álvaro Filun      | 14     |
| Diego Silva       | 15     |
| Cristopher Muñoz  | 16     |
| Felipe Sierra     | 17     |
| Vicente Arellano  | 18     |

### Equipo femenino
La rama femenina de Weichafes Football Americano, practica el fútbol bandera o también conocido como flag football.
El entrenador de la disciplina es César Parada.

### Taller juvenil
El taller juvenil de Weichafes es el semillero del club y tiene como objetivo preparar jugadores para que formen parte del primer equipo. Recibe integrantes desde los 14 años.
Los coordinadores del taller son José Uribe y Marcelo Mardones, ambos son jugadores del equipo.